# القوارشة (واد النعناع)
القوارشة هي إحدى مشيخات المملكة المغربية، تتبع جغرافيا لإقليم سطات وإداريًا لواد النعناع. يقدر عدد سكانها بـ 2127 نسمة حسب الإحصاء الرسمي للسكان والسكنى لسنة 2004.